# La Ruche (cité d'artistes)
Pour les articles homonymes, voir La Ruche.
La Ruche est une cité d'artistes comptant une soixantaine d'ateliers, située au passage de Dantzig, dans le quartier Saint-Lambert du 15e arrondissement de Paris.

## Description

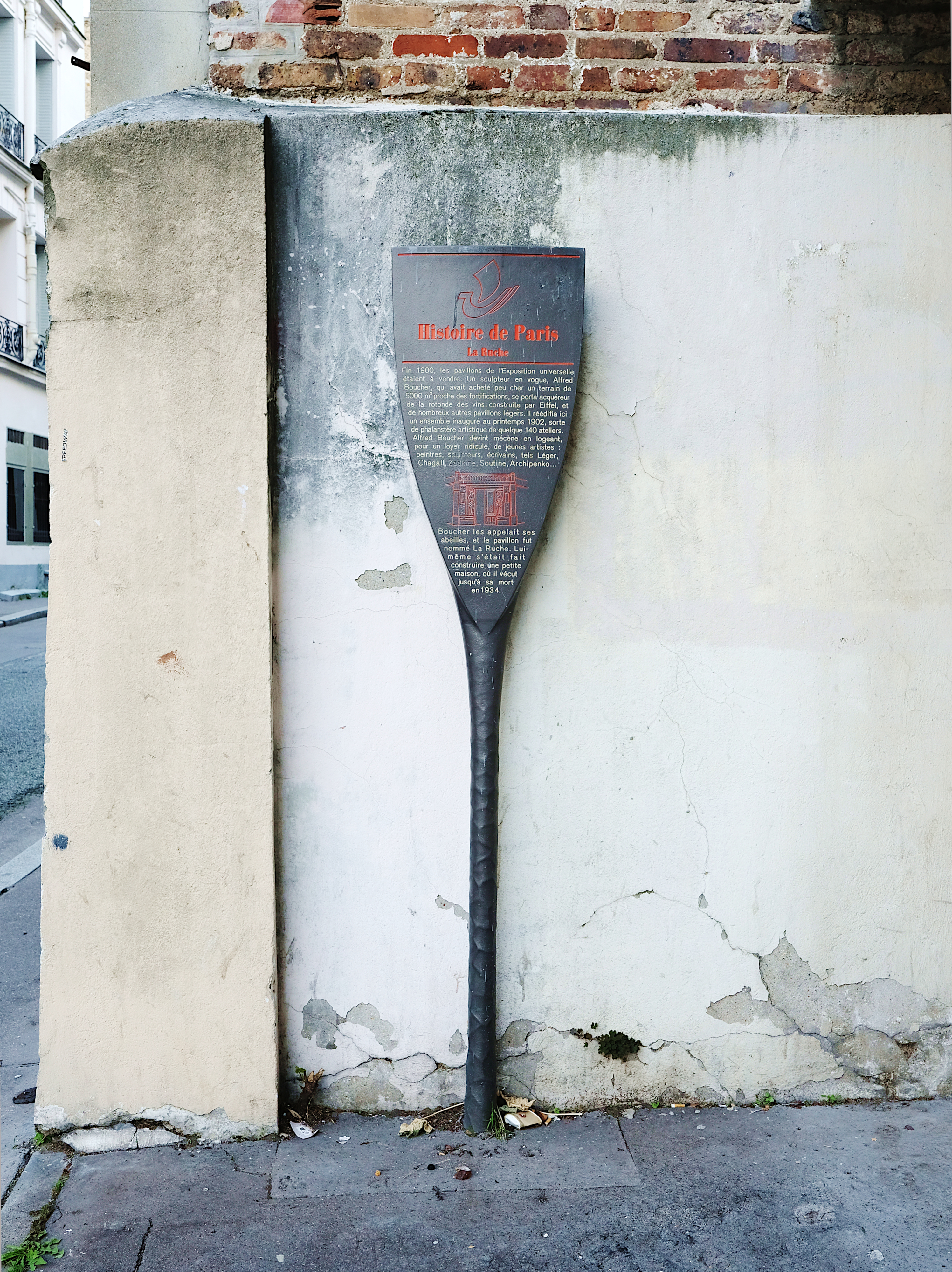
Panneau Histoire de Paris : la Ruche.

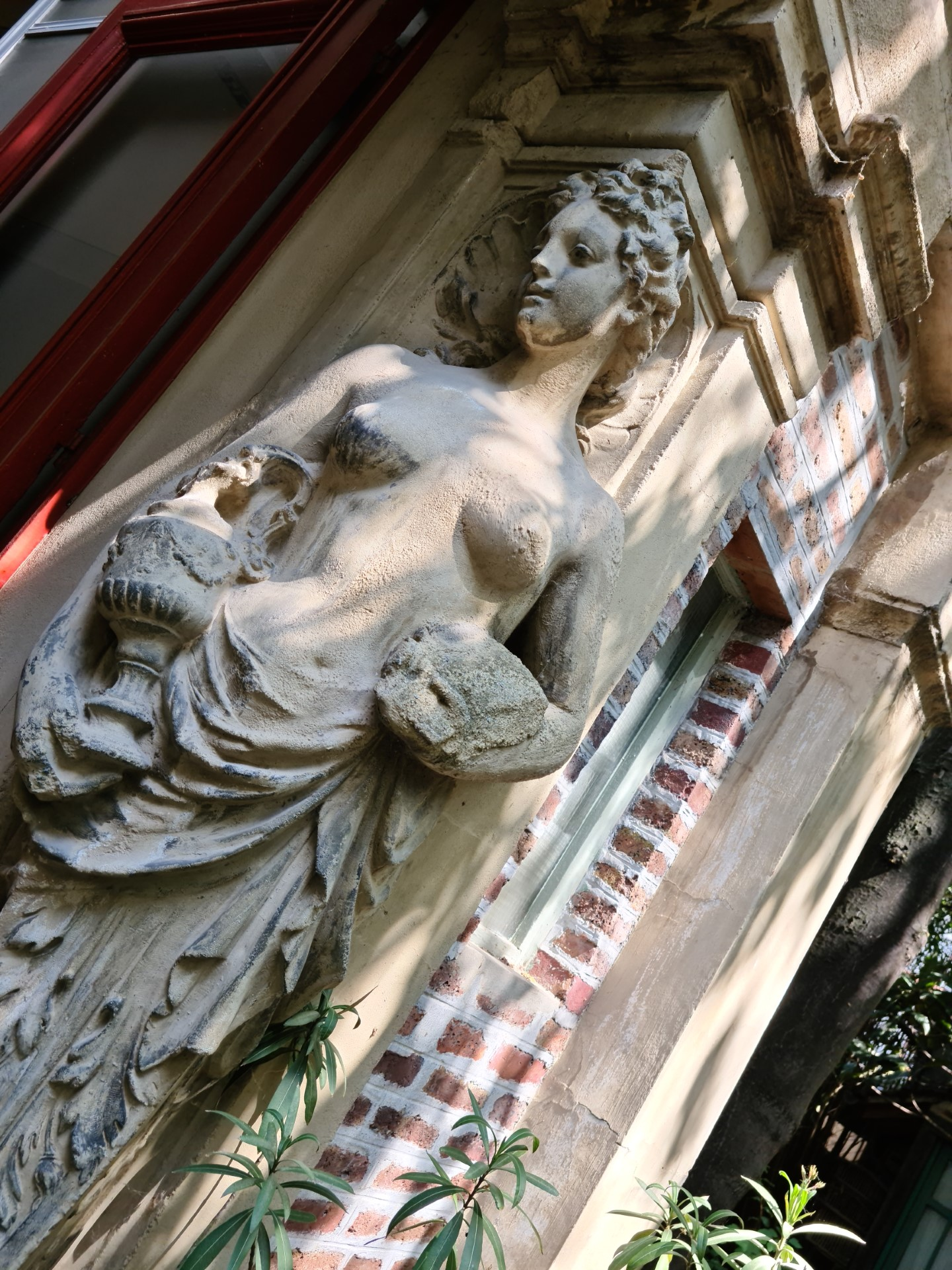
Une cariatide à l'entrée de La Ruche.

La Ruche est sise au numéro 2 du passage de Dantzig, à l'ouest et proche des anciens abattoirs de Vaugirard créés peu après la Ruche en 1904 (à l'emplacement de l'actuel parc Georges-Brassens), dans le 15e arrondissement de Paris.
Jusqu'en 1910, la résidence est reliée à Montparnasse par un tramway tiré par deux chevaux. Derrière la grande grille en fer à moitié dissimulée sous le lierre se dresse cet espace de verdure en plein Paris et l'un des plus importants centres artistiques du XXe siècle.
Le pavillon des vins, de forme octogonale, occupe le centre de la propriété, qui couvre près de 5 000 m2. S'élevant sur trois étages, il est composé de nombreux petits ateliers d'une trentaine de mètres carrés.
Les façades et toitures du bâtiment sont inscrites aux monuments historiques par un arrêté du 19 janvier 1972.

## Histoire

### Création et développement

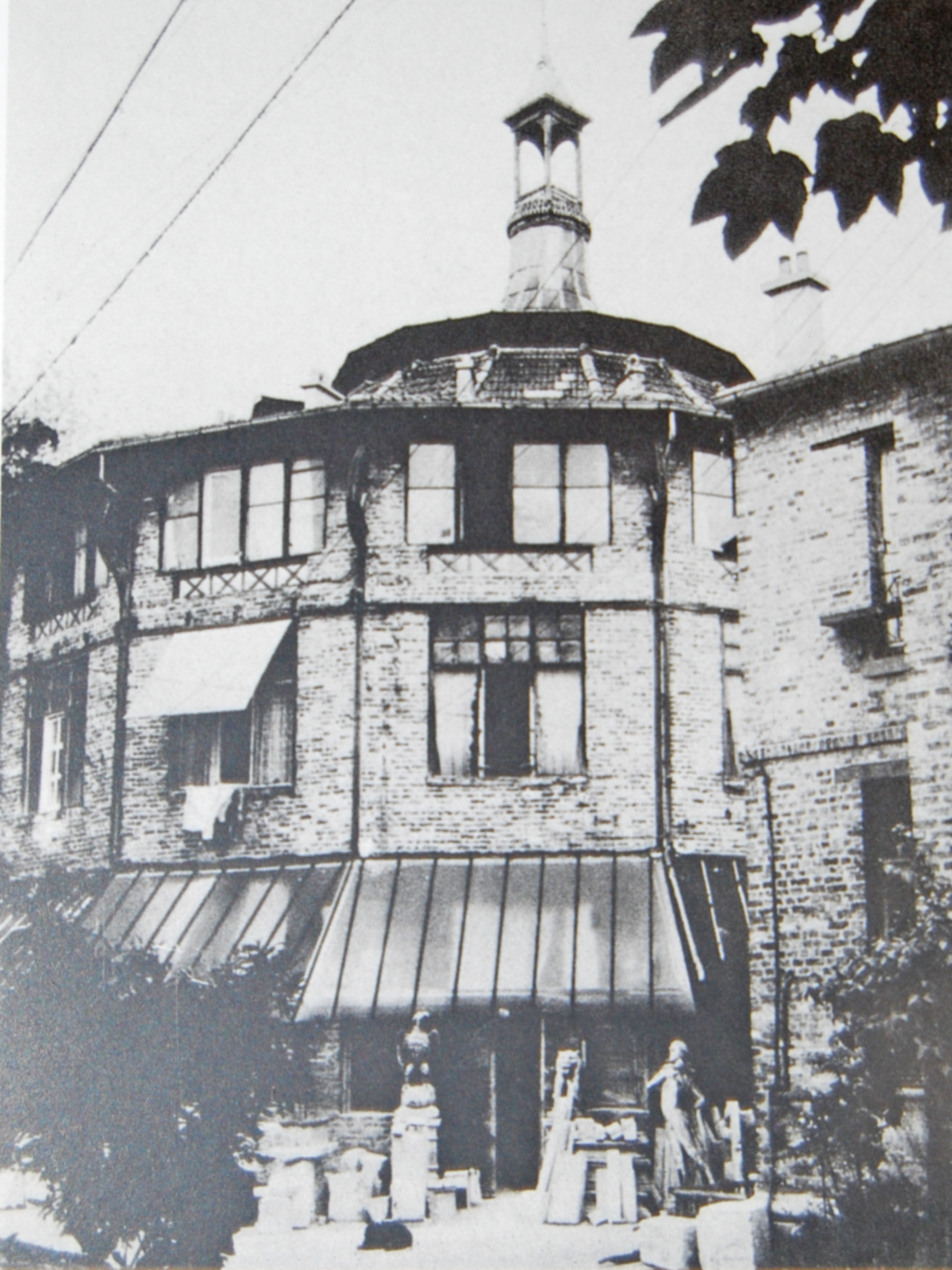
La ruche en 1918.

La Ruche est fondée en 1902 par le sculpteur de Nogent-sur-Seine, Alfred Boucher (1850-1934), à partir d'éléments récupérés après la fermeture de l'exposition universelle de 1900 : le pavillon des vins de Bordeaux (dont la structure métallique est de Gustave Eiffel), la grille d'entrée du pavillon des femmes et les cariatides du pavillon de l'Indonésie qu'il fait remonter sur un terrain d'une superficie de 4 033 m2 qu'il a acquis en 1900.
La Ruche a été créée pour aider de jeunes artistes sans ressources. De futurs artistes renommés ont pu bénéficier de ce lieu tels que Marguerite Jeanne Carpentier, Charles Lemanceau, Amedeo Modigliani, Chaïm Soutine, René Thomsen, Jean Arnavielle, Pinchus Krémègne, Henri Epstein, Constantin Brâncuși, Fernand Léger, Marie Laurencin, Rolf Hirschland, Michel Kikoine, Alexandre Archipenko, Amcheï Nürenberg, Ossip Zadkine,, Alexandre Altmann, Hanna Ben-Dov, Jacques Yankel, Gabriel Deluc, le sculpteur allemand Max Bezner, Abel Pann, Marc Chagall, Georges Dorignac, Jules Cavaillès, Victor Dupont, Paul Rebeyrolle, Simone Dat, Serge de Turville, Paul Maïk, José Balmes, Gracia Barrios, Francis Herth.
Un théâtre de 300 places se trouve dans le jardin de la Ruche. Dans ce théâtre débute Louis Jouvet et se retrouvent Marguerite Moreno, Jacques Hébertot et Jacques Copeau.
Le nom de « Ruche » vient de Boucher lui-même, qui considère les artistes bourdonnant de créativité qui s'agitent dans la cité comme les abeilles d'une immense ruche. En 1905, la cité comptait 90 artistes et 110 ateliers. Alfred Boucher impose à ses pensionnaires qu'ils se réunissent dans un atelier où pose un modèle, bien souvent Margot, une fabricante de poupées que rémunère Boucher[réf. nécessaire].
La Ruche est comparable au Bateau-Lavoir de Montmartre. Après la Première Guerre mondiale, elle supplante ce dernier par ses activités artistiques et sa renommée.

### Fonctionnement actuel
Aujourd'hui, la Ruche compte une soixantaine d'ateliers de toutes tailles, où résident encore de nombreux artistes, tous locataires et qui, pour la plupart, y restent toute leur vie. Ernest Pignon-Ernest, Jean-Michel Alberola, Jan Olsson, Nicky Rieti, Jean-Pierre Péraro, Mathieu Weiler, Anna Foka, Romain Bernini, Marie Désert, Adeline André, Bogdan Pavlovic, Philippe Lagautrière, Isabelle Muller, Bertrand Henry, Régis Rizzo, Zoreh Ramezani, Ianna Andréadis, Michèle Van Der Roer, Christiane Aubard, Isabelle Geoffroy-Dechaume, Marie-Pierre Guillon, Alice Lothon, Yves Robuschi, Himat, Betty Bommel, Cecilia Cubarle, Ruth Barabash, Nelly Maurel, Myung-ok Han, Stéphane Guénier, Najah Albukai, Michaël Gaumnitz, Daniel Lebée, Lereste, Soustiel. À la différence des autres cités d'artistes, la Ruche n'est plus ouverte au public : seuls les résidents et de rares privilégiés y ont accès, sur invitation. La Ruche peut cependant se visiter, à condition d'être accompagné d'un guide conférencier et lors des Journées du patrimoine.
La Ruche a été de tout temps financée par un mécénat privé et des aides publiques. La fondation La Ruche-Seydoux, créée en 1985 grâce à la donation de Geneviève Seydoux, et reconnue d'utilité publique par décret du 14 mai 1985,, en assure la gestion et l'entretien.
Une convention tripartite de partenariat, signée le 28 avril 2009 entre la Fondation La Ruche-Seydoux, la Fondation Total, et la Fondation du patrimoine, a comme objectif un programme de restauration des bâtiments.
Depuis 2017, la Ruche est dotée d'une salle d'expositions située au rez-de-chaussée dans le passage Dantzig, ouverte toute l'année et qui accueille deux vernissages par mois. L'accès à la salle ne permet pas de visiter le reste de la Ruche.

## Iconographie
- Pinchus Krémègne qui y demeure de 1912 à 1925, peint en 1916 La Ruche vue de la fenêtre de l'atelier.
- Eduardo Arroyo rend hommage à Soutine qui l'a précédé à la ruche en le représentant dans son atelier (Soutine, 1993).
- Arroyo pose dans son atelier du passage de Dantzig pour le peintre Herman Braun-Vega (Arroyo dans son atelier du passage de Dantzig, 1979)[19],[20].

#### Articles
- (it) Leopoldo Paciscopi, « Cent'anni fa il "fiorentino" Boucher dava vita alla mitica Ruche », Nuova Antologia (it), vol. 138, no 2228,‎ octobre-décembre 2003, p. 216–227 (ISSN 0029-6147).

#### Catalogues d'exposition
- Sylvie Buisson (dir.), Jean Digne, Michel Euvard, Pierre-Gilles Kern, Christian Parisot, Ernest Pignon-Ernest, Jeanine Warnod, Chozo Yoshii, La Ruche, le centenaire d'une cité d'artistes (catalogue de l'exposition La Ruche, cité d'artistes au regard tendre, 1902-2002 au musée du Montparnasse à Paris, 13 décembre 2002 - 14 mai 2003), Paris, Musée du Montparnasse et SCÉRÉN-CNDP, et Anglet, Atlantica, 2002, 94 p.  (ISBN 2-84394-585-2).
- Philippe Lagautrière, Marie-Claire Mansencal et Christian Parisot, Centenaire du Musée de Nogent-sur-Seine et de La Ruche de Paris (catalogue de l'exposition au musée Paul Dubois-Alfred Boucher à Nogent-sur-Seine, été 2002), Nogent-sur-Seine, Musée Dubois-Boucher, 2002, 83 p. (ISBN 2-907894-28-5).
- Sylvie Buisson et Martine Fresia, La Ruche, Cité des artistes 1902-2009 (catalogue de l'exposition au Palais Lumière à Évian, 7 février 2009 - 10 mai 2009), Paris, Éditions Alternatives, coll. « Art en scène » (no 1), 2009, 206 p. (ISBN 978-2-86227-595-6).